# 2626 Belnika
2626 Belnika (1978 PP2) là một tiểu hành tinh vành đai chính được phát hiện ngày 8 tháng 8 năm 1978 bởi Chernykh, N. ở Nauchnyj.